# اينديان هيد بارك (إلينوي)
اينديان هيد بارك (بالإنجليزية: Indian Head Park, Illinois)‏ هي قرية تقع في الولايات المتحدة في إلينوي. يقدر عدد سكانها بـ 3,809 نسمة .

## الموقع الجغرافي
الموقع الجغرافي للمناطق المحيطة بهذه النقطة هو كالتالي: